# Eugenia plicatula
Eugenia plicatula är en myrtenväxtart som beskrevs av Charles Wright. Eugenia plicatula ingår i släktet Eugenia och familjen myrtenväxter.
Artens utbredningsområde är Kuba. Inga underarter finns listade i Catalogue of Life.